# Josip Šišković
Josip Šišković (u stranim izvorima József Siskovics, Josef Siskowitz, Joseph Siskovich i dr.), (Segedin, Kraljevina Ugarska u sastavu Habsburške Monarhije, 2. srpnja 1719.   – Prag, Češka u sastavu Habsburške Monarhije, 4. veljače 1783.), habsburški visoki vojni časnik i dužnosnik hrvatskog podrijetla, pripadnik plemićke obitelji Šišković nastanjene u Bačkoj. Imao je čin generala topništva carske vojske Habsburške Monarhije i naslov grofa. U preko četrdeset godina karijere sudjelovao je u mnogobrojnim bitkama i ratovima koje je Monarhija vodila tijekom 18. stoljeća. U njima se istaknuo iznimnim znanjem, sposobnošću i hrabrošću, pa je za zasluge primio niz odlikovanja, među kojima Viteški križ Vojnog reda Marije Terezije (1758. godine), te Zapovjednički križ istog Reda (1765. godine).  

## Životopis

### Podrijetlo i obitelj
Josip grof Šišković rodio se, prema dostupnim izvorima, 2. srpnja 1719. godine u Segedinu u južnoj Ugarskoj (tada Kraljevina Ugarska u sastavu Habsburške Monarhije), u imućnoj obitelji bunjevačkih Hrvata. Roditelji su mu bili Andrija (mađ. András) Šišković, gradski vijećnik (senator), i Marija (Mária) Šišković rođ. Šarec (mađ. Sárecz, ponegdje Sáracs, Sáracz, Seraty ili slično). Bio je najmlađe dijete u mnogobrojnoj obitelji, imavši još dva brata i 4 sestre. Oženio se razmjerno kasno (9. siječnja 1759.), u četrdesetoj godini života, barunicom Barbarom Harruckern (rođ. 19. studenog 1739.). U tom braku nije bilo djece.

### Početak vojne karijere
U Habsburšku carsku vojsku stupio je s devetnaest godina, a na početku Rata za austrijsko nasljeđe (1740-1748.) bio je u sastavu novoformirane tzv.  Hallerove pješačke postrojbe. Njegova bojna upućena je u svibnju 1742. na teritorij današnje Slovačke, i to na područje gradova Košice, Levoča I Prešov. U srpnju iste godine prekomandirana je u Petrovaradin u Srijemu. Već te, 1742. godine, Šišković dobiva čin satnika.
U proljeće 1744. njegova bojna nalazi se na ratištima u Bavarskoj, a 1745. stacionirana je u Beču. Dana 19. prosinca 1745. Josip Šišković je unaprijeđen u bojnika, a njegova se postrojba zatim upućuje natrag u Petrovaradin. Međutim, ubrzo potom kreće na dug put prema Nizozemskoj kamo stiže sredinom travnja 1745. Sljedeće dvije godine bojna sudjeluje u bitkama protiv Francuza I Prusa na sjeverozapadu Europe (npr. bitka kod Roucouxa, bitka kod Lauffeldta itd.). Krajem 1748. bojna se vraća sa sjeverozapada i stacionira u garnizonu u Pragu.

### Brzo napredovanje u hijerarhiji
Kao mlad časnik, Šišković je brzo napredovao u vojnoj hijerarhiji. Tako je već 31. prosinca 1750., u 32. godini života, postao pukovnik. Nekoliko godina kasnije, 15. ožujka 1756., dobiva naslov baruna.
Na početku Sedmogodišnjeg rata (1756-1763.) osobito se istaknuo u bitki kod Kolina u Središnjoj Češkoj, u kojoj je 18. lipnja 1757. njegova pukovnija odbila pet žestokih uzastopnih napada Pruske vojske, i u kojoj je Šišković bio teško ranjen, ali je na kraju Habsburška vojska odnijela pobjedu. On sam odmah je unaprijeđen u čin generala, preciznije Generalfeldwachtmeistera (GFWM), te odlikovan Viteškim križem Vojnog reda Marije Terezije. Odlikovanje mu je svečano dodijeljeno na 2. promociji 1. kolovoza 1758., pri čemu je bio jedini časnik koji je na toj promociji primio odlikovanje. On je ujedno i prvi časnik hrvatskog podrijetla (ali koji nije rođen na teritoriju Hrvatske), koji je ikad odlikovan Vojnim redom Marije Terezije, a iza njega je to uspjelo briljantnom generalu Josipu Kazimiru Draškoviću, prvom Hrvatu koji je i rođen na tlu Hrvatske.
Godine 1758. Šišković postaje zapovjednik grenadira i sudjeluje u brojnim bitkama protiv Prusa u Moravskoj i Saskoj (npr. bitka kod Domstadtla, bitka kod Hochkircha itd.). Pritom je u bitki kod Hochkircha ponovno bio teško ranjen i prebačen u poljsku bolnicu, gdje se kasnije uspio oporaviti. 
S četrdeset godina života, dana 9. studenog 1759., Josip Šišković promoviran je u čin podmaršala (Feldmarschalleutnanta - FML), a 1760. imenovan je načelnikom Glavnog stožera armije feldmaršala Leopolda Josepha von Dauna, i tako ostaje do kraja Sedmogodišnjeg rata. U međuvremenu je (1762.) postao “vlasnik” (Inhaber) jedne lovačke pješačke pukovnije (broj 37) koja je dobila naziv Pješačka pukovnija Šišković. Godine 1763. imenovan je članom Dvorskog ratnog vijeća, a uskoro nakon toga upućen je kao vojno-politički povjerenik u Erdelj (Transilvaniju), gdje je došlo do pobune Sikuljaca (Sekelja), mađarske nacionalne manjine na tom području. Pobuna je početkom 1764. ugušena u krvi, te je postala u povijesti poznata pod nazivom Siculicidium (Sikulicid).

### Vrhunac karijere i smrt
Za izuzetne vojne zasluge Šišković je na 10. promociji, održanoj 15. listopada 1765., odlikovan Zapovjedničkim križem Vojnog reda Marije Terezije. Dana 25. siječnja 1767. unaprijeđen je u čin generala topništva (Feldzeugmeistera - FZM). Godine 1769. postaje glavni glavni inspektor habsburške vojske za granična područja Monarhije (Vojna krajina) i biva uključen u proces njene reorganizacije.
Dana 13. listopada 1775. dodijeljeno mu je grofovstvo, a istodobno je imenovan vojnim zapovjednikom Galicije. Četiri godine kasnije, 30. travnja 1779., premješten je na mjesto vojnog zapovjednika Bohemije (Češke) sa sjedištem u Pragu.
Josip grof Šišković preminuo je u 64. godini života u Pragu, 4. veljače 1783. godine. Prema nekim izvorima, datum njegove smrti je drukčiji, pa se navodi da umro 18. prosinca 1783., odnosno 28. prosinca iste godine. Njegovo tijelo pokopano je u kapeli svetog Sigismunda Burgundskog u katedrali svetog Vida u Pragu, gdje se i danas može vidjeti njegova nadgrobna ploča.

## Vanjske poveznice
- Josip Šišković u Hrvatskoj enciklopediji
- Životopis Josipa Šiškovića u Biografskom leksikonu Austrijskog carstva
- Grof Josip Šišković (Siskovics) nalazi se u popisu generala Habsburške monarhije u Austrijskom državnom arhivu
- Popis odlikovanih Zapovjedničkim križem Vojnog reda Marije Terezije